# Badminton-Junioreneuropameisterschaft 1999
Die Badminton-Junioreneuropameisterschaft 1999 fand vom 3. bis zum 10. April 1999 in der Kelvin Hall in Glasgow statt.

## Medaillengewinner
| Disziplin    | Gold                           | Silber                           | Bronze                             |
| ------------ | ------------------------------ | -------------------------------- | ---------------------------------- |
| Herreneinzel | Björn Joppien                  | Eric Pang                        | Przemysław Wacha                   |
| Herreneinzel | Björn Joppien                  | Eric Pang                        | Ben Hume                           |
| Dameneinzel  | Petra Overzier                 | Victoria Kosheleva               | Kamila Augustyn                    |
| Dameneinzel  | Petra Overzier                 | Victoria Kosheleva               | Anne Hönscheid                     |
| Herrendoppel | Mathias Boe Kasper Kiim Jensen | Przemysław Wacha Piotr Żołądek   | Kristian Roebuck Oliver Bush       |
| Herrendoppel | Mathias Boe Kasper Kiim Jensen | Przemysław Wacha Piotr Żołądek   | Jean-Michel Lefort Olivier Fossy   |
| Damendoppel  | Petra Overzier Anne Hönscheid  | Helle Nielsen Karina Sørensen    | Fiona Sneddon Carol Tedman         |
| Damendoppel  | Petra Overzier Anne Hönscheid  | Helle Nielsen Karina Sørensen    | Liza Parker Suzanne Rayappan       |
| Mixed        | Mathias Boe Karina Sørensen    | Sebastian Schmidt Anne Hönscheid | Alexey Vasiliev Anastasia Russkikh |
| Mixed        | Mathias Boe Karina Sørensen    | Sebastian Schmidt Anne Hönscheid | Jonas Glyager Jensen Helle Nielsen |
| Mannschaften | Deutschland                    | Russland                         | Dänemark                           |

## Resultate

### Halbfinale
| Disziplin    | Sieger                           | Finalist                           | Ergebnis           |
| ------------ | -------------------------------- | ---------------------------------- | ------------------ |
| Herreneinzel | Björn Joppien                    | Przemysław Wacha                   | 15–3, 17–16        |
| Herreneinzel | Eric Pang                        | Ben Hume                           | 15–8, 15–8         |
| Dameneinzel  | Petra Overzier                   | Kamila Augustyn                    | 11–1, 11–2         |
| Dameneinzel  | Victoria Kosheleva               | Anne Hönscheid                     | 13–10, 11–6        |
| Herrendoppel | Mathias Boe Kasper Kiim Jensen   | Kristian Roebuck Oliver Bush       | 12–15, 15–1, 15–10 |
| Herrendoppel | Piotr Żołądek Przemysław Wacha   | Jean-Michel Lefort Olivier Fossy   | 0–15, 17–14, 17–15 |
| Damendoppel  | Helle Nielsen Karina Sørensen    | Liza Parker Suzanne Rayappan       | 15–9, 15–7         |
| Damendoppel  | Anne Hönscheid Petra Overzier    | Carol Tedman Fiona Sneddon         | 15–3, 15–8         |
| Mixed        | Sebastian Schmidt Anne Hönscheid | Jonas Glyager Jensen Helle Nielsen | 9–15, 15–10, 15–6  |
| Mixed        | Mathias Boe Karina Sørensen      | Alexey Vasiliev Anastasia Russkikh | 15–4, 15–9         |

### Endrunde
| Disziplin    | Sieger                         | Finalist                         | Ergebnis         |
| ------------ | ------------------------------ | -------------------------------- | ---------------- |
| Herreneinzel | Björn Joppien                  | Eric Pang                        | 15–8, 15–10      |
| Dameneinzel  | Petra Overzier                 | Victoria Kosheleva               | 5–11, 11–4, 11–2 |
| Herrendoppel | Kasper Kiim Jensen Mathias Boe | Przemysław Wacha Piotr Żołądek   | 15–3, 15–8       |
| Damendoppel  | Anne Hönscheid Petra Overzier  | Helle Nielsen Karina Sørensen    | 15–2, 8–15, 15–9 |
| Mixed        | Mathias Boe Karina Sørensen    | Sebastian Schmidt Anne Hönscheid | 15–5, 15–4       |

## Mannschaften

### Endstand
- 1.  Deutschland
- 2.  Russland
- 3.  Dänemark
- 4.  Polen
- 5.  England
- 6.  Schweden
- 7.  Niederlande
- 8.  Ukraine
- 9.  Schottland
- 10.  Frankreich
- 11.  Tschechien
- 12.  Bulgarien
- 13.  Slowakei
- 14.  Finnland
- 15.  Irland
- 16.  Schweiz